# Лопэцика
Лопэцика (рум. Lopățica, Лопацика) — село в Кагульском районе Молдавии. Относится к сёлам, не образующим коммуну.

## География
Село расположено на высоте 57 метров над уровнем моря. Рядом с селом, вдоль его западной окраины по направлению с севера на юг протекает река Малая Салчия, левый приток реки Большая Салчия (водосборный бассейн реки Ялпуг).

## Население
По данным переписи населения 2004 года, в селе Лопэцика проживает 755 человек (359 мужчин, 396 женщин).
Этнический состав села:
| Национальность | Число жителей | Процентный состав |
| -------------- | ------------- | ----------------- |
| болгары        | 356           | 47.15             |
| молдаване      | 204           | 27.02             |
| украинцы       | 120           | 15.89             |
| русские        | 48            | 6.36              |
| гагаузы        | 24            | 3.18              |
| поляки         | 1             | 0.13              |
| прочие         | 2             | 0.26              |
| Всего          | 755           | 100 %             |